# بخش اورژانس (فیلم)
بخش اورژانس (اسپانیایی: Sala de guardia‎) یک فیلم سیاه و سفید محصول آرژانتین به کارگردانی تولیو دمیچلی است که در سال ۱۹۵۲ منتشر شد.